# Bo‐Göran Dahlberg
Bo‑Göran Dahlberg, född 9 maj 1950, är en svensk rektor i vuxenutbildning och översättare från ryska till svenska. Hans översättning av Nikolaj Tjernysjevskijs Vad bör göras? lovordades av Hans Levander, som även berömde hans inledning till verket, och av Jan Myrdal.

## Översättningar
- Vad bör göras? : Ur berättelser om de nya människorna av Nikolaj Tjernysjevskij, ISBN 9170141657, 1983. (Nyutgåva 2024).
- Vem bär skulden? av Aleksandr Herzen, ISBN 9170142181, 1989.